# Fiesta Regional del Fiambre Casero
La Fiesta Regional del Fiambre Casero se lleva a cabo todos los años en el mes de noviembre en la localidad de Agustín Roca, Partido de Junín, y es organizada por una Comisión que está integrada por vecinos de esa localidad. Se trata de una celebración gastronómica. 
Generalmente, la cena tradicional de la fiesta, se realiza en las instalaciones del Club Deportivo Origone de Agustín Roca.
Lo que se distingue a este fiesta de otras es precisamente la gastronomía. Durante la cena se sirven todos los chacinados que los productores rurales de la localidad producen de manera artesanal y que luego de la fiesta comienzan a comercializar.
Las especialidades son lomito, jamón, salami y paté.